# Harrys döttrar
Harrys döttrar är en svensk dramafilm från 2005 i regi av Richard Hobert.

## Handling
Systrarna Marie och Ninni bor med respektive make på Södermalm. Båda är gravida och ser fram mot att få barn. Men Ninni får missfall, samma dag som Marie får en liten son. Känslan av sorg och förtvivlan ersätts snart av avundsjuka och händelser i det förflutna kommer upp till ytan igen.

## Om filmen
Filmen är inspelad september–november 2004.

## Skådespelare
| Lena Endre         | – Marie                 |
| Amanda Ooms        | – Ninni                 |
| Iwar Wiklander     | – Harry, deras pappa    |
| Peter Gardiner     | – Jonas, Ninnis man     |
| Jørgen Langhelle   | – Erik, Maries man      |
| Anna Björk         | – präst                 |
| Magnus Ehrner      | – psykologen            |
| Jessica Forsberg   | – mamman                |
| Anders Kjellstrand | – Harry som ung         |
| Charlotta Larsson  | – barnmorskan           |
| Maria Lindström    | – barnvakten            |
| Ellen Mattsson     | – assistenten           |
| Jan Waldekranz     | – läkaren               |
| Alexander Westholm | – Alexander, Maries son |